# SN 2002jo
SN 2002jo – supernowa typu Ia odkryta 11 grudnia 2002 roku w galaktyce NGC 5708. W momencie odkrycia miała maksymalną jasność 16,40m.